# GALLEX
Ne doit pas être confondu avec GALEX, qui est un télescope spatial observant les ultraviolets.
GALLEX, pour « Gallium Experiment » (expérience [à base] de gallium) est le nom donné à une expérience de détection de neutrinos émis par le Soleil et effectuée dans le laboratoire souterrain du Gran Sasso adjacent au tunnel du Gran Sasso, dans le massif des Abruzzes, en Italie. Cette expérience a enregistré des données entre 1991 et 1997 dans le cadre d'une collaboration internationale réunissant des laboratoires d'Allemagne, France, Italie, Israël, Pologne et États-Unis.
L'expérience est basée sur la réaction de transmutation d'un atome de gallium 71 par un neutrino-électron pour donner un atome de germanium 71 et un électron :
{\displaystyle \nu _{\mathrm {e} }+\;{}^{71}\!{\mathrm {Ga} }\to \;{}^{71}\!{\mathrm {Ge} }+e^{-}}.
Historiquement, d'autres mesures avaient été effectuées en remplaçant le gallium par du chlore 37, donnant par une réaction similaire de l'argon 37, dont la désintégration radioactive était par la suite mesurée.

## Principe de l'expérience
L'expérience est basée sur la réaction d'un neutrino-électron avec un atome de gallium 71 pour donner un atome de germanium 71 et un électron :
{\displaystyle \nu _{\mathrm {e} }+\;{}^{71}\!{\mathrm {Ga} }\to \;{}^{71}\!{\mathrm {Ge} }+e^{-}}.
Historiquement, d'autres mesures ont été effectuées en remplaçant le gallium par du chlore 37, donnant par une réaction similaire de l'argon 37, dont la désintégration radioactive était par la suite mesurée.
En pratique, ce sont 30 tonnes de gallium qui sont stockées dans une cuve, sous forme de GaCl3 mélangées à de l'acide chlorhydrique HCl. Le tout représente une masse de 110 tonnes et est stocké dans une cuve de 54 mètres cubes. Pour extraire le germanium produit sous la forme de GeCl4 la solution est balayée par de l'azote gazeux pendant 12 heures. Le chlorure de germanium, très volatil en présence de l'acide, est entrainé par l'azote puis passe dans des colonnes de verre où circule de l'eau à contre-courant ; il se dissout entièrement dans l'eau. Après concentration une réaction chimique le transforme en germane, GeH4, un gaz analogue au méthane. L'abondance de germanium est alors mesurée en détectant la désintégration radioactive caractéristique de cet isotope.
La principale difficulté de ce type d'expérience est de l'isoler suffisamment pour ne pas être pollué par la radioactivité ambiante ainsi que les rayons cosmiques susceptibles de produire des réactions similaires. Pour ce faire, il est nécessaire d'installer l'expérience dans un site souterrain profond. Les neutrinos, dont les interactions avec la matière environnante sont extrêmement faibles, ne sont pas affectés par cette épaisseur de roche. Le site de Gallex dans le laboratoire souterrain du Gran Sasso adjacent au tunnel autoroutier du même nom ou des mine comme pour Super-Kamiokande ou SNO remplissent cette fonction d'isolement. La masse de gallium ou de tout autre réactif doit être suffisamment importante pour permettre un taux de réaction acceptable malgré la très faible probabilité de réaction entre neutrinos et réactif. Pour l'expérience GALLEX, le taux d'événement mesuré a été de l'ordre de un par jour.
L'avantage de l'utilisation du gallium par rapport au chlore réside dans le fait que le seuil de réaction pour former le germanium est significativement plus bas que celui du chlore : 233 kiloélectronvolts, au lien d'environ 850. Ce gain est particulièrement crucial car l'essentiel des réactions se produisant dans le Soleil se fait par le chaîne proton-proton, qui n'était donc pas testable avec les précédentes expériences, ou d'autres détecteurs par ailleurs très sensibles, comme Super-Kamiokande. Cette chaîne proton-proton, très directement liée à la production d'énergie dans le Soleil est très bien connue et la prédiction du nombre de neutrinos attendus est très précise. À ce jour cette expérience, et celle semblable en Russie, Sage, restent les seules à avoir détecté ces neutrinos.

## Résultats obtenus
L'unité habituellement utilisée pour ce genre d'expérience est appelé SNU, pour solar neutrino unit. Les modèles solaires et la sensibilité de l'expérience, prévoyaient 129+8
−6 SNU. Pour s'assurer qu'il n'y avait aucun biais dans la détection des neutrinos solaires dans l'expérience Gallex, le détecteur a été exposé par deux fois aux neutrinos émis par une source artificielle de chrome-51 radioactif : aucun déficit n'a alors été observé. En revanche les résultats définitifs de GALLEX pour le comptage des neutrinos solaires ont indiqué une valeur significativement plus basse que la prédiction, de 77,5±8 SNU. 
Un résultat plus bas que prévu avait déjà été trouvé par à peu près toutes les expériences de détection des neutrinos solaires, phénomène appelé problème des neutrinos solaires, et mis en évidence dès 1968. L'écart entre théorie et expérience pouvait essentiellement avoir deux causes (un mauvais étalonnage de l'expérience n'étant pas envisageable après les tests avec le chrome-51 ): soit une erreur dans les modèles de la structure interne du Soleil, soit des propriétés nouvelles des neutrinos. La mise en évidence explicite du phénomène d'oscillation des neutrinos peu après par Super-Kamiokande et récompensée du prix Nobel de physique 2002 a scellé définitivement la question : le taux de réaction plus faible que prévu est dû à un flux plus faible de neutrinos électroniques, qui provient en réalité du fait que ceux-ci ont une probabilité importante de se transformer (d'« osciller » selon la terminologie employée en physique des particules) en d'autres types de neutrinos (neutrino muonique ou neutrino tauonique).